# Claudette Pace
Claudette Pace (Naxxar, 8 februari 1968) is een populaire Maltese zangeres en politica.

## Biografie
Pace studeerde theater, entertainment en communicatie. Ze verhuisde naar Berlijn om haar stem beter te ontwikkelen. Terug in Malta werd ze een bekend gezicht op de televisie, ze presenteerde populaire programma's en samen met enkele collega's bezit ze een televisiezender.
In 1995 kreeg ze de prijs van beste vrouwelijke artieste in Malta. Het Eurovisiesongfestival kon niet uitblijven en in 2000 won ze Malta Song for Europe en ging zo met het latinoliedje Desire naar Zweden. Daar huurde ze de backings van Charlotte Nilsson in die het jaar daarvoor Zweden mee naar de zege zongen. Slecht deed het haar in ieder geval niet, ze werd achtste.
In 2013 werd ze verkozen tot lid van het Maltese parlement namens de Partit Nazzjonalista.
1971: Joe Grech · 
1972: Helen & Joseph · 
1975: Renato · 
1991: Paul Giordimaina & Georgina · 
1992: Mary Spiteri · 
1993: William Mangion · 
1994: Chris & Moira · 
1995: Mike Spiteri · 
1996: Miriam Christine · 
1997: Debbie Scerri · 
1998: Chiara · 
1999: Times Three · 
2000: Claudette Pace · 
2001: Fabrizio Faniello · 
2002: Ira Losco · 
2003: Lynn Chircop · 
2004: Julie & Ludwig · 
2005: Chiara · 
2006: Fabrizio Faniello · 
2007: Olivia Lewis · 
2008: Morena · 
2009: Chiara · 
2010: Thea Garrett · 
2011: Glen Vella · 
2012: Kurt Calleja · 
2013: Gianluca Bezzina · 
2014: Firelight · 
2015: Amber · 
2016: Ira Losco · 
2017: Claudia Faniello · 
2018: Christabelle · 
2019: Michela · 
2021: Destiny Chukunyere · 
2022: Emma Muscat · 
2023: The Busker · 
2024: Sarah Bonnici · 
2025: Miriana Conte
- Gemeinsame Normdatei: 135159431
- MusicBrainz: 176f33bb-7017-43f9-b828-e0877edf9fae
- Virtual International Authority File: 79999958
- WorldCat: E39PBJm99X44rBcK9rHjpCVBfq